# Pierre Rabhi
Pierre Rabhi (Kénadsa, 29 de maig de 1938 - Bron, 4 de desembre de 2021) va ser un agricultor, polític, escriptor i filòsof francès d'origen algerià. Va ser un dels precursors i impulsors de l'agroecologisme. Va ser també partidari del moviment de retorn a la terra i fundador del concepte d'«oasi arreu». Va defensar una forma de societat més respectuosa amb les persones i la natura, i va donar suport al desenvolupament i extensió de pràctiques agrícoles respectuoses amb el medi ambient preservant els recursos naturals.

## Biografia
Va néixer el 1938 a Kenadsa, a prop de Béchar, a Algèria. El 1958 va emigrar a París. Junt amb la seua esposa Michèle volien fugir de la vida urbana i dedicar-se a l'agricultura. Van conèixer l'ecologista Pierre Richard, responsable de la creació del Parc Nacional de les Cevenes, que els animà en el seu projecte.
Decidiren instal·lar-se al departament de l'Ardecha el 1960, decisió pionera en el que després s'ha conegut com a neoruralisme. Després de 3 anys fent de jornaler, es convertí en pagès independent, amb l'objectiu de no reproduir el model productivista i combinant l'agricultura biodinàmica amb el pastoreig de cabres. Després d'uns començaments difícils, adquirí prou experiència i el 1968 rep i aconsella altres neorurals. Després de 15 anys va aconseguir viure de la seva granja.
El 1978 ensenyava agroecologia al Centre d'études et de formation rurals appliquées, i el 1981 va viatjar a Burkina Faso convidat pel govern del país i amb el suport del Centre de relations internationales entre agriculteurs pour le développement. El 1985 va crear un centre de formació en agroecologia al departament burkinès de Gorom-Gorom amb el suport de l'associació Le Point-Mulhouse, on desenvolupà programes de sensibilització i formació per al Marroc, els Territoris Palestins, Algèria, Senegal, Togo, Benín, Mauritània, Polònia i Ucraïna. El 1992 presentà el programa de rehabilitació de l'oasi de Chenini Nahal a Tunísia.
També fou el creador de l'associació Terre et Humanisme que practica alternatives que concilien la seguretat i la sobirania alimentària i salvaguarda l'autonomia i la supervivència de les pobles.

## Obra publicada
- Du Sahara aux Cévennes ou la Reconquête du songe (autobiographie, prix du Cabri d'or de l'Académie cévenole), Lavilledieu, Éditions de Candide, 1983, rééd. éditions Albin Michel, Paris, 1995, rééd. sous le titre Du Sahara aux Cévennes : itinéraire d'un homme au service de la Terre-Mère, éd. Albin Michel, Paris, 2002
- Le Gardien du feu : message de sagesse des peuples traditionnels (roman), Lavilledieu, Éditions de Candide, 1986, nouvelle édition Paris, Albin Michel, 2003
- L'Offrande au crépuscule (prix des sciences sociales agricoles du ministère de l'Agriculture), Lavilledieu, Éditions de Candide, 1989, rééd. aux éditions L'Harmattan, 2001
- Le Recours à la terre (recueil d'articles), Lyon, Terre du Ciel, 1995, nouvelle éd. augm. 1999
- Parole de Terre : une initiation africaine, Paris, Albin Michel, 1996 (préface de Yehudi Menuhin) As in the Heart, So in the Earth, traduit par Joseph Rowe, Park Street Press, Rochester, Vermont, 2007
- Manifeste pour des Oasis en tous lieux, ouvrage collectif sous la direction de Pierre Rabhi, 1997
- Le Chant de la Terre, interview par Jean-Pierre et Rachel Cartier, éd. La Table Ronde, Paris, 2002
- Graines de possibles, regards croisés sur l'écologie, avec Nicolas Hulot, Paris, Calmann-Lévy, 2005 (ISBN 2-7021-3589-7)
- Conscience et environnement, Éditions du Relié, Gordes, 2006
- La Part du colibri : l'espèce humaine face à son devenir, La Tour-d’Aigues, Éditions de l'Aube, 2006 (ISBN 2-7526-0269-3) — Témoignage au Festival du livre de Mouans-Sartoux en 2005
- Écologie et spiritualité, Paris, Éditions Albin Michel, 2006 — Ouvrage collectif avec, entre autres, Jacques Brosse, André Comte-Sponville, Eugen Drewermann, Albert Jacquard, Jacques Lacarrière, Théodore Monod, Jean-Marie Pelt, Annick de Souzenelle
- Terre-Mère, Homicide volontaire ? Entretiens avec Jacques-Olivier Durand, éd. Le Navire en pleine ville, Saint-Hippolyte-du-Fort (Gard), 2007
- Manifeste pour la Terre et l'Humanisme - Pour une insurrection des consciences, Arlés, Actes Sud, 2008
- Vers la sobriété heureuse, Arlés, Actes Sud, 2010
- Éloge du génie créateur de la société civile, Arlés, Actes Sud, 2011
- Un nouveau monde en marche : vers une société non-violente, écologique et solidaire de Laurent Muratet et Étienne Godinot, éd. Yves Michel, Gap, 2012 Participation de Pierre Rabhi, aux côtés, entre autres, de Akhenaton, Christophe André, Stéphane Hessel (préface), Jean-Marie Pelt, Matthieu Ricard, Jean Ziegler
- Pierre Rabhi, semeur d'espoirs, entretiens, Olivier Le Naire, Arlés, Actes Sud, 2013
- Le monde a-t-il un sens ? avec Jean-Marie Pelt, Fayard, 2014 (ISBN 978-2-213-68186-3)
- L'Agroécologie, une éthique de vie, entretien avec Jacques Caplat, Arlés, Actes Sud, 2015 (ISBN 978-2-330-05646-9)
- La Puissance de la modération, Hozhoni, 2015 (ISBN 978-2372410182)
- La Convergence des consciences, Le Passeur, 2016 (ISBN 978-2368904749)
- J'aimerais tant me tromper, dialogue avec Denis Lafay, éditions de l'Aube, 2019 (ISBN 978-2-815-94056-6)
- Frères d'âme, dialogue avec Edgar Morin sur un entretien avec Denis Lafay, éditions de l'Aube, 2021 (ISBN 978-2-815-94096-2)